# Kuji-gawa
Le fleuve Kuji (久慈川, Kuji-gawa) est un cours d'eau qui traverse les préfectures d'Ibaraki et Fukushima, au Japon.

## Toponymie
Selon un document historique, intitulé Topographie de la province de Hitachi et datant de l'époque de Nara (710 – 794), il existait dans le Sud de la province de Hitachi, un lieu traversé par un cours d'eau et appelé Kuji, un toponyme lié à une colline dont la forme, vue de loin, évoquait celle d'une baleine (鯨, kujira). L'écriture « 久慈 », utilisée pour le nom du fleuve, fait référence à l'un des surnoms de Yamato Takeru, héros légendaire et fils du douzième empereur du Japon : Keikō,.

## Géographie
Le fleuve Kuji, long de 124 km, prend sa source sur le versant nord du mont Yamizo (1 022 m), le plus haut sommet de la préfecture d'Ibaraki, dans le Sud-Ouest du bourg de Tanagura (préfecture de Fukushima), sur l'île de Honshū, au Japon,. Son cours principal se développe vers le nord-est et s'infléchit dans le sud-ouest du centre-ville de Tanagura. Prenant la direction du sud-est, il traverse Hanawa, du nord au sud, puis Yamatsuri, du nord au sud-ouest. Le fleuve Kuji entre dans la préfecture d'Ibaraki, à Daigo. Son cours, orienté vers le sud, passe dans l'Est de Hitachiōmiya, longe la frontière entre Naka et Hitachiōta, selon un axe plein est. Il forme une partie de la limite entre
Hitachi et Tōkai, avant de se terminer dans l'océan Pacifique.
Le bassin versant du fleuve Kuji s'étend sur 1 490 km2 dans le Nord de la préfecture d'Ibaraki, le Sud de la préfecture de Fukushima et l'Est de la ville d'Ōtawara, située dans le nord-est de la préfecture de Tochigi.

### Affluents
L'ensemble des affluents du fleuve Kuji forment un réseau hydrique de 403 km. Les quatre principaux affluents du fleuve Kuji sont les rivières Sato (51,4 km), Yamada (37,8 km), Asa (23,9 km), toutes de rive gauche et circulant au nord du cours inférieur, et, en rive droite (cours moyen), la rivière Oshi (27,4 km).